# 貴族降臨 -PRINCE OF LEGEND-
《貴族誕生 -PRINCE OF LEGEND-》是一部于2019年11月28日至12月26日在日本电视台播出的电视剧。
主角是白滨亞嵐。 是“ PRINCE OF LEGEND ”项目的第二彈。全5集。故事以牛郎業支配的城鎮“Night Ring”为背景，讲述了牛郎与建筑公司“全日土木”之间的戰鬥。 
续集电影《貴族降臨 -PRINCE OF LEGEND-》于2020年3月13日上映。

## 剧情简介（电视剧）
“Night Ring”，有著大量牛郎俱樂部的城镇，各家俱樂部持續爭奪著業界霸權。
位于小镇一角，則有一家建筑公司“全日土木”，社长安藤新太郎虽然并不富裕，但与同事们一起努力工作，过着充实的生活。
有一天，俱樂部“Club Texas”的牛郎突然出现在新太郎和他的朋友们面前，并通知他们「＂全日土木＂现在開始将隶属于“Club Texas”」。
新太郎试图保护全日土木及其重要员工——公司是他从父母那里继承的，然而，他卻没有钱回购公司。
当员工Riki得知这一情况后，他独自一人进入Club Texas，但卻遭到袭击。新太郎勃然大怒，独自跑到Club Texas找人报仇。在那里，他遇到了Club Texas排名第一的牛郎Senior，原来他就是10年前离家出走的亲哥哥太郎。

## 角色

### 全日土木
安藤新太郎
演員 -白滨亞嵐（童年：後藤りゅうと）
年少時经常打架，但现在他接替了已故父亲的公司担任社長。
Yasu
演員 -广濑智紀
因为女朋友怀孕了，正在考虑结婚。
五郎
演員 -中岛健
慎太郎的儿时好友。
Masa
演員 -丞威
前黑帮。
Riki
演員 - 高桥奎仁
前牛郎。
Take
演員 - 福地展成

安藤翔平
演員 -渡边裕之
前社長。新太郎和Senior的父亲。已故。

### Club Texas
Senior / 安藤太郎
演員 -DAIGO （童年：谷垣有唯）
排名第1的牛郎。新太郎的哥哥。
寿希也
演員 -荒牧慶彦
排名第2的牛郎。
星矢
演員 -佐藤流司
排名第3的牛郎。
Gerero
演員 -富園力也
排名第5的牛郎。
Daina
演員 -RANMA
排名第6的牛郎。
Chabo
演員 -袴田吉彦
排名第4的牛郎。

### Club Sammartino
伊集院信虎
演員 -板垣瑞生
排名第1的牛郎。
歩夢
演員 -前田公輝
排名第2的牛郎。

### 圣光輝学院
京极龙
演員 - 川村壱馬

天堂光輝
演員 - 吉野北人

日浦海司
演員 - 藤原树

小田島陸
演員 - 長谷川慎

### 其他
黒岩Masao
演員 - 山本耕史
他教龙打篮球。事實上是Club Gotch的Noah。
冬木
演員 - 荒井敦史
青龍高中的学生。因為打架曾輸給龍，将龙视为敌人。

### 客人
第2集
- 本間朋晃（新日工务店社长） - 本間朋晃（第3集）

## 工作人员(电视剧)
- 执行制作人 - EXILE HIRO
- 制作統籌 - 川田直太郎
- 制作 - 南波昌人、高谷和男
- 企划制作人 - 植野浩之
- 制作人 - 水田貴久、森田美櫻
- 导演 - 河合勇人
- 编剧 - 神田優
- 剧本協力 - 三田卓人
- 编舞 - あさづきかなみ
- 音乐 - 中野雄太
- 主题曲 - 片寄涼太（GENERATIONS from EXILE TRIBE）「Possible」
- 旁白 - 銀河万丈
- 企划制作 - HI-AX
- 制作 - AOI Pro.
- 制作著作 - 2020年《PRINCE OF LEGEND》制作委员会

主题曲
片寄凉太演唱的《Possible》是为《貴族誕生 -PRINCE OF LEGEND-》和《貴族降臨 -PRINCE OF LEGEND-》所创作的歌曲， 由m-flo的☆Taku Takahashi担任樂曲制作人，向井太一负责填词。描绘都市氛围中的爱情冲突，融入都市流行元素。在前作《PRINCE OF LEGEND》中饰演主角的片寄参与了本作的歌曲创作。

## 播出时间表
| 集数  | 播出日期 |
| ----- | -------- |
| 第1集 | 11月28日 |
| 第2集 | 12月5日0 |
| 第3集 | 12月12日 |
| 第4集 | 12月19日 |
| 第5集 | 12月26日 |

- 2020年1月9日，播出了电视剧版全5集特辑、前作《PRINCE OF LEGEND》的摘要以及电影《貴族降臨 -PRINCE OF LEGEND-》的预告片。

## 電視台
| 放送期間                        | 放送時間                                                | 電視台         | 対象地域   | 備考    |
| ------------------------------- | ------------------------------------------------------- | -------------- | ---------- | ------- |
| 2019年11月28日 - 2019年12月26日 | 星期四 0:59 - 1:29（ 星期三深夜）                       | NTV            | 關東廣域圏 | 製作局  |
| 2019年12月03日 - 2020年01月14日 | 星期二 0:59 - 1:29（星期一深夜）                        | 宮城電視台     | 宮城県     |         |
| 2019年12月12日 - 2020年01月16日 | 星期四 1:29 - 1:59（星期三深夜）                        | 長崎國際電視台 | 長崎県     |         |
| 2019年12月13日 - 2020年01月17日 | 星期五曜 1:59 - 2:29（星期四深夜）                      | 札幌電視台     | 北海道     |         |
| 2020年01月06日 - 2020年02月03日 | 星期一 1:25 - 1:55（星期天深夜）                        | 福岡           | 福岡県     |         |
| 2020年01月12日 - 2020年02月09日 | 星期天 1:25 - 1:55（星期六深夜）                        | 高知           | 高知県     |         |
| 2020年01月16日 - 2020年02月13日 | 星期四 2:04 - 2:34（星期三深夜）                        | 静岡第一電視台 | 静岡県     |         |
| 2020年02月08日 - 2020年02月22日 | 星期六 4:10 - 5:10（星期五深夜）                        | 大分電視台     | 大分県     |         |
| 2020年02月21日 - 2020年03月20日 | 星期五 1:29 - 1:59（星期四深夜）                        | 廣島電視台     | 廣島縣     |         |
| 2020年02月28日 - 2020年03月13日 | 星期五 1:44 - 2:44（星期四深夜）                        | 中京電視台     | 愛知縣     | 2話放送 |
| 2020年03月07日 - 2020年03月19日 | 1:43 - 2:43 3月7日・3月12日・3月19日3月11日 1:13 - 2:13 | 讀賣電視台     | 近畿廣域圏 | 2話放送 |

## 电影
《貴族降臨 -PRINCE OF LEGEND-》是一部於2020年3月13日上映的日本电影。继续由电视剧版中的白滨亞嵐担任主角。 
描绘了接管Club Texas并成为贵族Dory的安藤新太郎与前作《 PRINCE OF LEGEND 》中的王子们争夺第一“传奇”位置的战斗。 

### 剧情简介（电影）
连续剧、电影、音乐、现场表演……《PRINCE OF LEGEND》企劃，通过不同的媒体组合见证屏幕上男人之间的激烈战斗。
成位夜世界中心Night Ring第一牛郎俱樂部Club NOBLE的代表後，安藤新太郎（白滨亚嵐饰），改名为“Dory”，以“贵族”的身份生活在这个世界。
他决心保护弱者，创造一个人人都能幸福生活的崇高世界。
有一天，他知道了圣光輝学院有所謂＂傳奇王子＂的存在。而第三代“传奇王子”朱雀奏（片寄凉太 饰）正在周游世界，努力實踐王子的責任。
於是他帶著＂貴族＂們來到了聖光輝學園，向＂王子＂發出了戰書。
贵族和王子谁更正义？当在各自領域达到巅峰的两人相遇，战斗的帷幕正式拉开……

### 角色
- 安藤新太郎（Dory）：白滨亞嵐
- 朱雀奏：片寄凉太
- 京极尊人（Danton）：铃木伸之
- 绫小路葵：佐野玲於
- briel·笹塚：关口Mandy
- 京极龙：川村壱馬
- 天堂光辉（Rui）：吉野北人
- 日浦海司：藤原树
- 小田岛陆：长谷川慎
- 结城理一：町田啓太
- 嵯峨泽春：清原翔
- Yasu：广濑智紀
- 寿希也：荒牧慶彦
- 镝木元：饭岛寬騎
- 久远誠一郎（Raphael）：塩野瑛久
- 五郎（Pierre）：中岛健
- Julian：勝矢
- 実相寺光彦：加藤諒
- Chabo：袴田吉彦
- 黒岩Masao（Noah）：山本耕史
- 安藤太郎（Senior）： DAIGO

### 工作人员（电影）
- 导演 : 河合勇人
- 编剧 : 松田裕子
- 音乐 : 中野雄太
- 主题曲 ：片寄凉太（ GENERATIONS from EXILE TRIBE ）《Possible》
- 执行制作人： EXILE HIRO
- 监制：沢桂一、小林景一、森雅貴、伊藤寛二
- 共同监制：八木元、伊藤響、南波昌人、森広貴、下村忠文、関佳裕
- 企划制作人：植野浩之
- 制作人：森田美桜、藤村直人
- 制作监督 ：川田真太郎
- 摄影 ：木村信也
- 灯光 ：井上真吾
- 录音 ：日下部雅也
- 美术 ：小林大辅
- 设计 ：别所晃吉
- 美術進行 ：横森刚
- 装饰 ：長田征司
- 服装 ：远藤良樹
- 化妆 ：礒野亜加梨
- 编舞 ：あさづきかなみ
- 编辑 ：泷田隆一
- 音乐制作人 ：佐藤達郎、門田吉穂
- 選曲 ：原田慎也
- 音效 ：茂野敦史
- 编剧 ：永倉美香
- 副导演 ：千村利光
- 助理导演 ：牧野将
- 时间表 ：马拉·阿部
- 制作负责人 ：齋藤勲
- 制片人 ：高瀬博行
- 出品 ：东宝
- 生产 ： AOI Pro。
- 企划及制作：HI-AX
- 制作 ：2020年《PRINCE OF LEGEND》制作委员会（HI-AX（日本电视网、 LDH JAPAN ）、东宝、 VAP 、读卖电视台、AOI Pro. 、罗森、中京电视台、札幌电视台、宫城电视台、静冈第一电视台、广岛电视台、福冈广播）